# マリア・デ・メディチの肖像
『マリア・デ・メディチの肖像』（マリア・デ・メディチのしょうぞう、伊: Ritratto di Maria de' Medici, 英: Portrait of Maria de' Medici）は、ルネサンス期のフィレンツェの画家アーニョロ・ブロンズィーノが1551年に制作した肖像画である。油彩。初代トスカーナ大公コジモ1世・デ・メディチと大公妃エレオノーラ・ディ・トレドの娘マリア・デ・メディチを描いている。現在はフィレンツェのウフィツィ美術館に所蔵されている。またサイズの小さなバージョンが同じくウフィツィ美術館に所蔵されている。

## 人物
マリア・デ・メディチはコジモ1世と正妃エレオノーラ・ディ・トレドの第1子として1540年4月3日に生まれた。マリアはすくすくと成長し、高度な教育により優雅さと礼節を備えた美しい少女として成長した。マリアは8歳か9歳の頃には「年の割に背が高く、その顔は美しさだけでなく知性があり、陽気で活気に満ちていた。彼女の広い額は普通以上の精神力を示していた」。少女の知識欲とその習得力は溺愛する父コジモ1世と母エレオノーラを喜ばせた。少女はフランス語とスペイン語を教えられ、8歳になる頃にはスペイン語を流暢に話した。12歳になる頃にはホメロスを容易に読み、あるいは引用することができ、ギリシャ語とラテン語を優雅に扱うことができた。エレオノーラの子供は多数いたが、幼児か若いうちに死去する者も多くいた。マリアはフェラーラ公爵アルフォンソ2世・デステと婚約していたが、結婚する前の1557年にリボルノで死去した。死因はマラリアであったと考えられている。わずか17歳であった。

## 作品

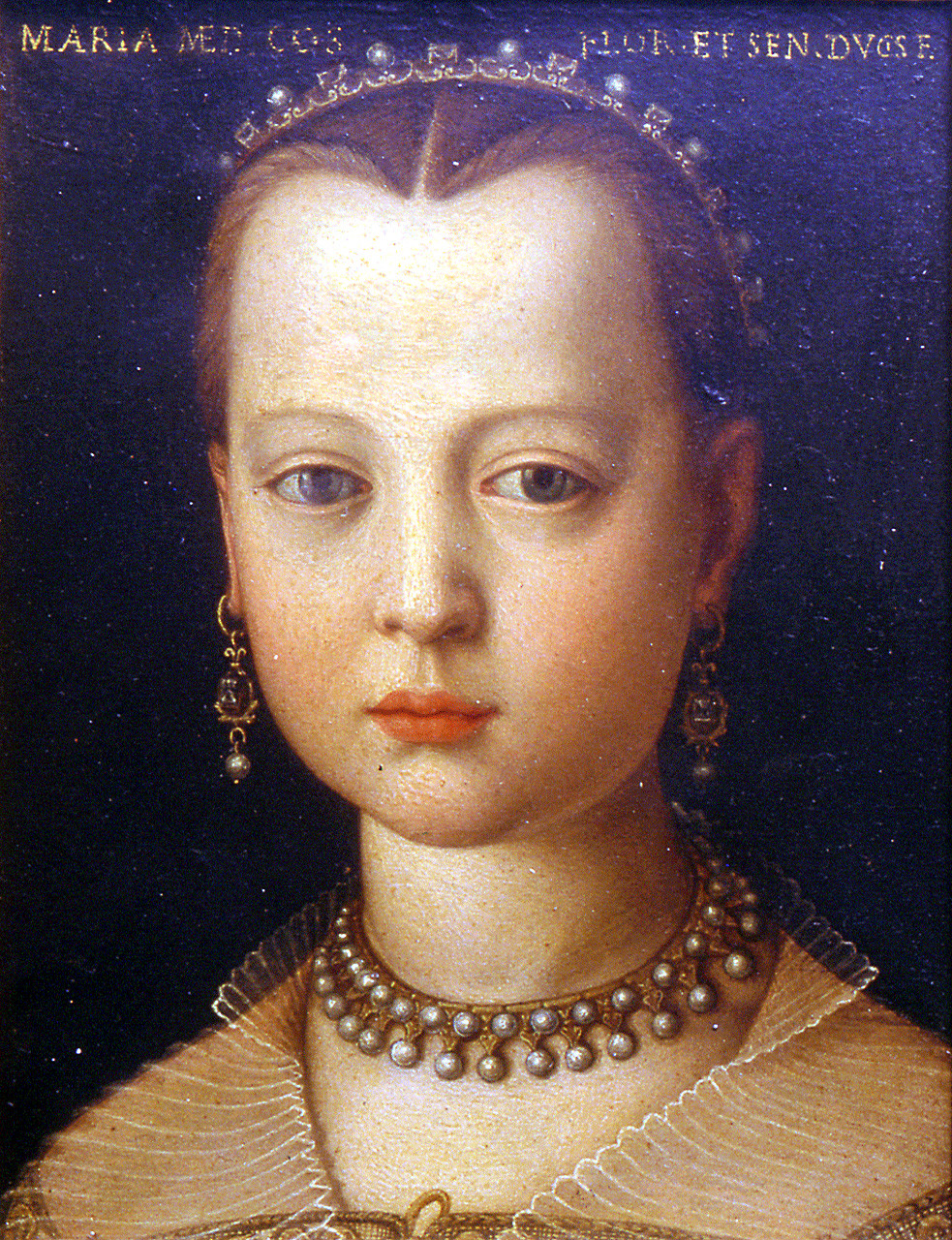
1565年から1569年頃のバージョン。ウフィツィ美術館所蔵。

少女のマリアは金糸で刺繍された貴重な黒いベルベットのドレスを着ている。わずかにフリルのある白いシルクの半透明のオーガンジーで作られたシュミゼットは繊細に開き、真珠をあしらった2列のネックレスで飾った首があらわにしている。少女は黒髪を額の中央で真っ直ぐに分け、金と真珠をちりばめた冠と真珠のイヤリングを着けている。マリアは思慮深く、少し悲しい表情をしており、右手の指を胸に当て、強い光がそっと触れている。
マリアの肖像画はおそらく1551年にピサで、ブロンズィーノがメディチ家の子供たちの一連の肖像画を制作した際に描かれた。ブロンズィーノは1551年にコジモ1世に宛てて書いた手紙の中で本作品と思われる作品について言及している。
ジョルジョ・ヴァザーリは本作品をコジモ1世の衣裳部屋で見ており、「とても背が高く、本当に美しい少女、公爵令嬢ドンナ・マリア」と言及した。
肖像画はおそらく19世紀のものと思われる、金箔を貼った木彫の額縁に収められている。
1944年に美術史家ルイーザ・ベチェルッチによって、描かれた少女がマリアであると特定された。

## 来歴
1553年の目録に、次男フランチェスコ1世・デ・メディチおよび七男ガルツィア・デ・メディチの肖像画とともに記録されている。これらの肖像画は美術史家アンドレア・エミリアーニによると、ピサで制作されたのちルカ・マルティーニによってフィレンツェに送られた。

## 複製
ブロンズィーノが1565年から1569年頃に制作した、メディチ家の著名な人物を描いた小さな肖像画の1つである。支持体には珍しい錫の板が使用された。サイズは高さ16センチ、横幅12.5センチ。ジョルジョ・ヴァザーリはこれらの肖像画について「錫に描かれ、すべて同じ大きさ」であり、「すべて自然で、生き生きとしており、本人に極めて似ている」と述べている。ヴァザーリの時代、これらの肖像画群はヴェッキオ宮殿のカリオペの書斎（Scrittoio della Calliope）の扉の後ろに飾られていた。

## ギャラリー
関連作品

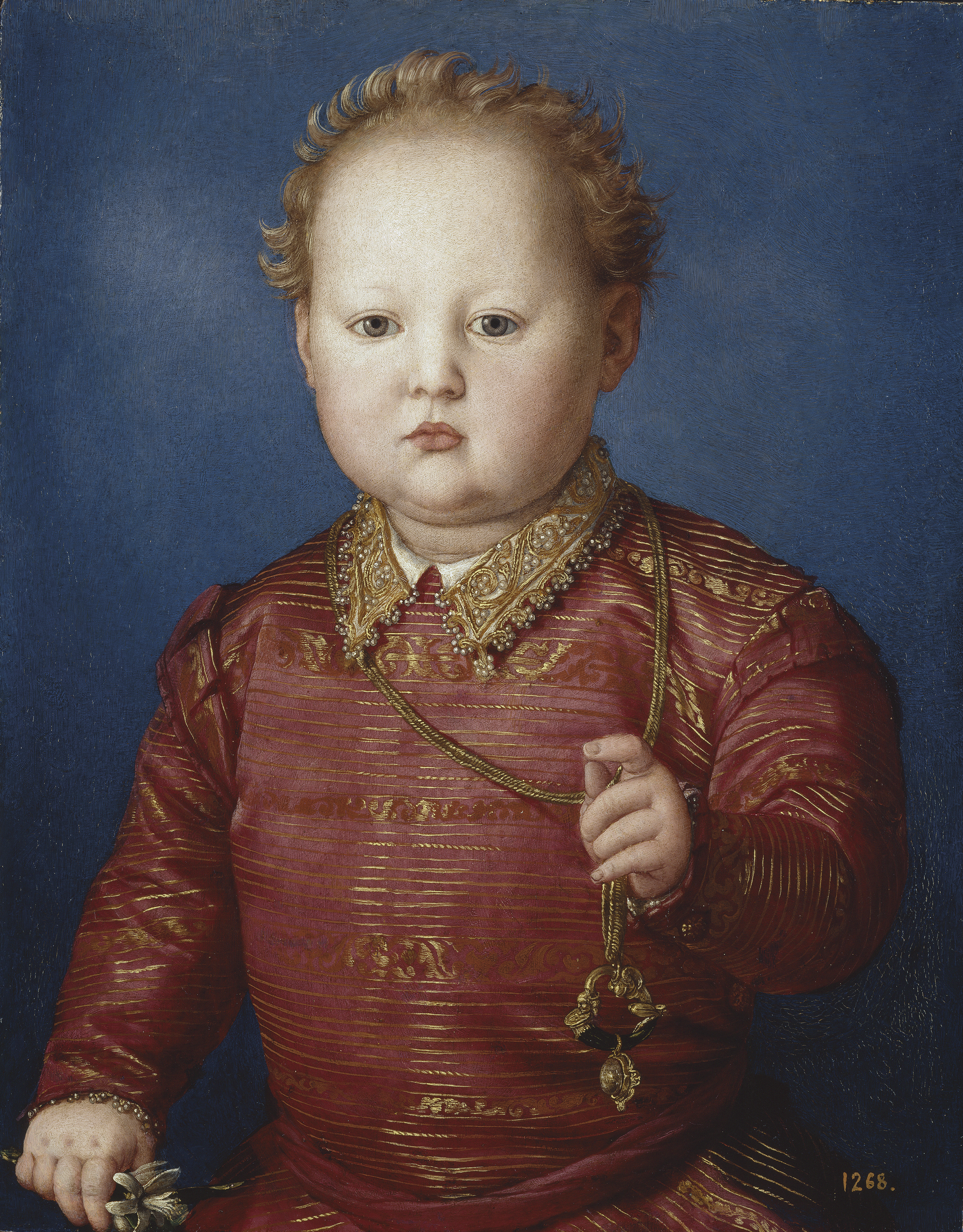
『ガルツィア・デ・メディチの肖像』（おそらく現存しないオリジナルの複製）1550年頃 プラド美術館所蔵
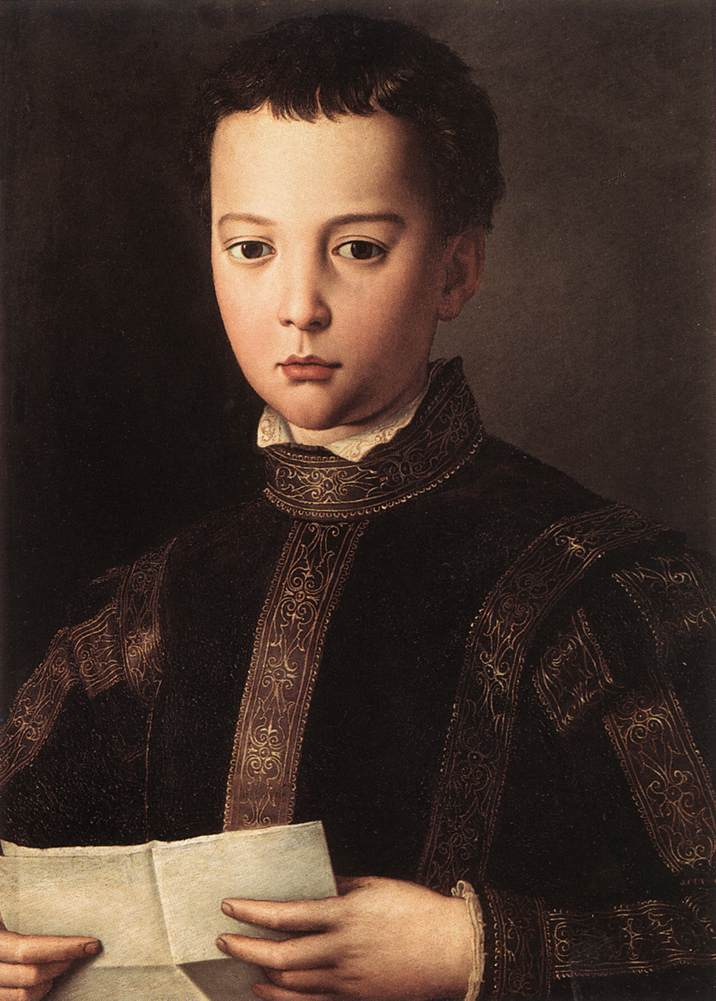
『フランチェスコ1世・デ・メディチの肖像』1551年 ウフィツィ美術館所蔵